# Тулеуов, Амангос Сансызбаевич
Амангос Сансызбаевич Тулеуов (каз. Аманғос Сансызбайұлы Түлеуов; 27 ноября 1949; село Степное, Каргалинский район Актюбинской области, КазССР, СССР) — казахстанский хозяйственный и общественный деятель, директор аграрных предприятий. Заслуженный деятель Казахстана (2009), кандидат экономических наук (1999).

## Биография
Родился 27 ноября 1949 года в селе Степное Каргалинского района Актюбинской области.
В 1974 году окончил Западно–Казахстанский сельскохозяйственный институт по специальности «учёный-зоотехник».
В 1999 году окончил аспирантуру Казахского государственного института экономики и планирования, защитил диссертацию кандидата экономических наук, тема диссертации: «Создание замкнутого цикла производства».
Трудовую деятельность начал в 1967 году учителем физической культуры в пригородной 8-летней школе.
С 1974 по 1985 год — главный зоотехник и заместитель председателя колхоза имени «Чапаева» Ленинского района Актюбинской области.
С 1981 по 1985 год — главный зоотехник совхоза имени «XVIII Партсъезда».
С 1985 по 1990 год — директор районного сельскохозяйственного объединения.
С 1990 по 1991 год — первый секретарь райкома партии и председатель районного Совета народных депутатов.
С 1991 по 1994 год — директор районного сельскохозяйственного объединения.
С 1994 по 1998 год — директор коллективного учреждения «Степное».
С 1994 по 2012 год — депутат Актюбинского областного маслихата 1-4 созывов.
В настоящее время директор ТОО «Степное» Актюбинской области и президент районной ассоциации сельхозтоваропроизводителей «Арман».

## ТОО «Степное»
«Степное» — сельскохозяйственное предприятие, которое занимается выращиванием и переработкой зерновых культур, выращиванием племенного молодняка КРС, овец, породистых лошадей, автоперевозками, оказанием  различных видов услуг физическим и юридическим лицам, выпускает колбасные, хлебобулочные и макаронные изделия.
«Степное» учреждено в 1985 году.
Штат сотрудников — более 750 человек.
Приказом Министерства сельского хозяйства РК компании «Степное» присвоен статус элитно-семеноводческого хозяйства.

## Награды и звания
- 1981 — Орден «Знак Почёта»;
- 1992 — Почётная грамота президента Республики Казахстан;
- 1998 — Медаль «Астана»;
- 2000 — Орден «Курмет» (Почёта);
- 2001 — Лауреат республиканского конкурса «Лучший предприниматель десятилетия РК»;
- 2003 — премия «Предприниматель года Актюбинской области»;
- 2004 — звания «Почётный гражданин» города Актобе, Каргалинского района Актюбинской области;[7]
- 2005 — Орден Святого благоверного князя Даниила Московского ІІІ степени (Орден РПЦ) — за укрепление межнациональных отношений и активное содействие в возведении соборов в городах Хромтау, Новотроицке и Орске.;
- 2006 — Почётный диплом Президента Республики Казахстан за благотворительную и спонсорскую деятельность в культурной и гуманитарной сферах в 2005-2006 годах (18 октября 2006 года)[8];
- 2007 — Почётная грамота президента Республики Казахстан;[1]
- 2009 — звания «Қазақстанның еңбек сіңірген қайраткері» (Заслуженный деятель Казахстана) — за большой вклад в социально-экономическое развитие Республики.;[9]
- 2015 — звания «Почётный ветеран сельского хозяйства Казахстана»[10]
- Указом президента РК от 5 декабря 2017 года награждён орденом «Отан» один из высших орденов Республики Казахстан — за выдающиеся достижения в развитии сельского хозяйства, общественную активность. (награда вручена из рук Президента РК в резиденции «Акорда»);[11][12][13][14]
- Правительственные медали, в том числе:
  - Медаль «10 лет независимости Республики Казахстан» (2001);
  - Медаль «50 лет Целине» (2004);
  - Медаль «10 лет Парламенту Республики Казахстан» (2006);
  - Медаль «10 лет Астане» (2008);
  - Медаль «20 лет независимости Республики Казахстан» (2011);
  - Медаль «25 лет независимости Республики Казахстан» (2016);